# Made in Heaven (노래)
〈Made in Heaven〉은 프레디 머큐리가 녹음한 세 번째 싱글이자 솔로 가수로서의 네 번째 음반이다.
원래 머큐리의 데뷔 음반에 수록된 이 곡은 '브랜드 뉴 트랙'으로 음반 소매에 묘사된 〈She Blows Hot and Cold〉와 짝을 이룬 45rpm으로 약간 편집되었으며 발표되었다. 싱글곡은 영국 싱글 차트에서 57위에 올랐다.
머큐리가 죽은 후, 이 노래의 제목은 1995년 퀸의 사후에 발매된 음반 《Made in Heaven》에 붙여졌다. 이 곡은 〈I Was Born to Love You〉와 함께 이번 음반으로 재녹음을 할 예정이며, 이전 보컬들은 새로 녹음된 인스트루멘탈 트랙에 올랐다.